# Hot Space
A Hot Space a brit Queen rockegyüttes tizedik stúdióalbuma. 1982. május 21-én jelent meg, a producerei Reinhold Mack és a Queen együttes voltak.
A nagyon sikeres The Game album, és az arról megjelenő, funk rockszerű „Another One Bites the Dust” arra inspirálta a zenekart, hogy az egyszer már bevált dance és funk hangzással kísérletezzen. Az új stílus bevezetése nem volt konfliktusmentes, amíg John Deacon basszusgitáros és Freddie Mercury énekes támogatták, addig Brian May gitáros és Roger Taylor dobos inkább az együttes régi hangzását tartották volna meg – ennek megfelelően az dalok egy része a hagyományos rock stílusban, másik része az amerikai fekete zene által inspirálva íródott. A felvételek nagyrészt a müncheni Musicland Studiosban zajlottak, vad éjszakai mulatozások és feszült veszekedések közt. Az „Under Pressure” című dalt David Bowie és az együttes közösen írta és adta elő.
A maga idejében nem volt rosszabb a kritikai fogadtatása, mint általában az együttes albumainak, de hosszú távon kudarcnak minősült. Sem Angliában, sem Amerikában nem volt olyan sikeres, mint az előző albumaik, a rajongóik pedig hűvösen fogadták az együttes stílusváltását. A kritikusok kevés kivételtől eltekintve az együttes leggyengébb albumának tartják, későbbi nyilatkozataikban az együttes tagjai is gyakran tévedésnek nevezték. Az „Under Pressure” kislemez az első helyet érte el az angol slágerlistán.

## Háttér
Az 1980-as évek sikeresen indultak az együttes számára: az 1980-ban megjelent The Game albumuk nemzetközi siker lett, az első helyet érte el Amerikában és Angliában is. A lemezről két nagyon sikeres kislemez is megjelent, ezek egyike, az „Another One Bites the Dust” (A másik a ,,Crazy Little Things Called Love" volt) minden eddigi kislemezüknél sikeresebb lett, több millió példányban kelt el, és Amerikában jól szerepelt a dance és R&B slágerlistákon is. A The Game albumon minden addiginál vegyesebb zenét játszottak, a tőlük megszokott rock alapú dalokon kívül megpróbálkoztak a funk és new wave stílusban is. Reinhold Mack producer munkamódszere merőben különbözött az ő addigi módszerüktől, amíg azelőtt aprólékosan és hosszú ideig dolgoztak a felvételeken, addig Mack gyorsabb, feszesebb tempóra szoktatta őket.
A punk és new wave térhódítása nyomán az évtized elejére a régi, évtizedes múltra visszatekintő rockzenekarok elvesztették a rajongótáborukat, vagy feloszlottak. A Queen azzal, hogy a The Game albumon új elemeket vont a zenéjébe, új rajongókat szerzett, és a népszerűségük folytatódott az 1980-as években is. Kinézetükben is elhagyták a korábbi (később már ódivatúnak tűnő) glam rock imázst, rövidebbre vágatták a hajukat és a glitteres kosztümök helyett egyszerű utcai ruhákban jelentek meg a színpadon és a klipekben. A legszembetűnőbb változás Mercury kinézetében állt be: teljesen rövidre vágatta a haját, és karakteres bajuszt növesztett – ami miatt hamar ráragasztották a „Castro klón” gúnynevet, amellyel abban az időben a hasonlóan kinéző melegeket illették.
A The Game turné során a rockzene számára addig ismeretlen területeket fedeztek fel: elsőként adtak stadionturnét Dél-Amerikában, és meglepően nagy sikert arattak. Mindössze hét koncertet adtak Argentínában és Brazíliában, de a nagy kiadások ellenére is nyereséges volt a turné, mert összesen több mint 470 ezer néző előtt játszottak, és 3 és félmillió dolláros nyereségük volt. Az utolsó napon, 1981. február 28-án Sao Paolóban 131 ezer néző előtt játszottak, ami abban az időben rekordnak számított.

## Felvételek
Az együttes tagjai 1981 júliusában a montreux-i Mountain Studiosban gyűltek össze. Nem szerepelt a terveik között semmi konkrétum, egyszerűen csak pár ötletüket akarták megvalósítani. Freddie Mercury énekes és John Deacon basszusgitáros a „Cool Cat” című közös dalukon dolgoztak. Mercury és Roger Taylor dobos sokat időztek az akkoriban a városban tartózkodó David Bowie-val, aki gyakran meglátogatta őket a stúdióban. Egy alkalommal örömzenélésbe kezdtek, melynek során felvették a „Cool Cat” egy változatát, amelyen Bowie is énekelt (később a lemezre mégis egy másik változat került fel, mert Bowie nem volt elégedett az énekével). Ezután folytatták a zenélést, és elővettek pár régi ötletet, de egyik sem ment igazán, ezért Bowie azt javasolta, hogy közösen írjanak egy dalt. A munka ugyan nem ment könnyen, mert a négy erőteljes személyiségű tag mellett ott volt Bowie, aki hasonlóan erős akaratú volt, de végül mintegy huszonnégy óra alatt közösen megírták az egész dalt – a dallamot főleg Bowie és Taylor, a szöveget pedig nagyrészt Bowie és Mercury. A félkész dal elnyerte a kiadó tetszését, ezért két hét múlva Mercury és Bowie a New York-i Power Station stúdióban véglegesítették. A dal végső keverését Reinhold Mack és Bowie közösen végezték, bár Bowie önfejűsége és irányításmániája próbára tette a producer idegeit, ezért fel is hívta Mercuryt, aki odautazott közvetíteni köztük. A kész dal végül megjelent kislemezen (bár Bowie először ezt nem akarta, mert nem volt elégedett vele), az első helyet érte el az angol slágerlistán, és pozitív kritikákat kapott.
Még abban az évben visszatértek egy újabb dél-amerikai turnéra, de a koncerteket több váratlan kellemetlenség akadályozta. Először Venezuelába érkeztek, ahol Caracas városában szeptember 25. és 27. között három koncertet adtak. A következő napon a helyi televízió meghívta őket egy élő popzenei műsorba, de nem mint előadókat, hanem mind díszvendégeket. Mercury nem akart részt venni az eseményen, de a másik három tag megjelent. A színpadon műsor közben egy férfi felsétált a színpadra, és bejelentette, hogy elhunyt Romulo Betancourt, az ország elnöke, és két perc néma csendet kért. Az együttes tagjai nem értették a helyzetet, mert nem tudtak spanyolul, az élő televíziós adás alatt pedig Jim Beach menedzser nem mehetett fel a színpadra, hogy elmagyarázza nekik. Zavaros módon nem sokkal később egy másik ember ment fel a színpadra, és bejelentette, hogy az előző hír téves volt, amire nagy taps érkezett. Végül az este folyamán az elnök elhunyt, ami azt jelentette, hogy a tervezett koncertek elmaradnak. Ezután Mexikóba érkeztek, ahol először a beutazással, és a felszerelés megfelelő szállításával akadtak gondok, majd rögtön az első koncert után a helyi promoterüket lecsukták, és 25 ezer fontot kellett fizetniük, hogy kiengedjék, mert nélküle nem tudták volna folytatni a turnét. A következő botrányos koncertet követően kiderült, hogy pénzügyi problémák miatt nem tudjk kifizetni őket, ezért elhagyták az országot.
Mivel abban az évben ünnepelte az együttes a fennállásának tizedik évfordulóját, többféle karrierösszegző gyűjteményt is kiadtak. 1981. november 2-án megjelent a tíz évet összefoglaló Greatest Hits válogatásalbumuk, ami nagy kereskedelmi siker volt világszerte. Az amerikai változatára már a frissen megjelent „Under Pressure” is felkerült. A Greatest Hits példájára két másik gyűjteményt is kiadtak: a Greatest Pix az együttesről készült fényképeket tartalmazta, míg a Greatest Flix, a maga nemében úttörő kiadvány az addig megjelent videóklipjeiket gyűjtötte össze.
1981 decemberében visszatértek Münchenbe, hogy folytassák az album felvételeit. Rengeteg időt töltöttek s város éjszakai szórakozóhelyein, késő éjszakáig mulattak, másnap pedig késő délelőtt kezdték el a munkát – később May meg is jegyezte, hogy az ottani munkájuk nem volt túl hatékony. Taylor szerint meglehetősen dekadensek voltak azokban az időkben, a nappalok pedig összefolytak az éjszakákkal, akkor dolgoztak, amikor kedvük támadt, akár nappal, akár éjjel. May azt mondta: „az utolsó napok a vodka ködébe vesztek”. Viszont nagy hatással volt rájuk a város zenei élete, különösen a már a The Game felvételeinek idején megkedvelt Sugar Shack klub. A dalok nagy része a „Sugar Shack teszt” alapján készült, amelynek során a dalterveket lejátszották a mulatóhelyen, és tesztelték, jól hangzik, vagy sem. „Bármi amiben volt egy kis groove és szabad tér, az jól hangzott a Sugar Shackben.” – mondta May. „Eljátszottunk párat a régi dalaink közül, például a „Tie Your Mother Down”-t, de nem működött, mert túl volt zsúfolva, nem volt benne szabad tér. Ezután kifejezetten olyan dalokat írtunk, amelyekben sok szabad helyet hagytunk, így remekül hangzottak a Sugar Shackben.”
May később azt nyilatkozta, hogy a müncheni felvételek közben állandóan mérgesek voltak egymásra: „Egy ideig utáltuk egymást. Néhány alkalommal elhagytam az együttest – tudod, csak egy napra. Elmegyek, és nem jövök vissza! – kiáltottam”. Általánosságban is könnyen összevesztek a stúdióban, de a Hot Space felvételei alatt különösen szikrázott a levegő. A leggyakrabban a dalok szerzőségén vesztek össze, vagy azon, hogy melyik dal kerüljön albumra és kislemezre – és gyakran volt konfliktus forrása May kínzó perfekcionizmusa. Peter Freestone, Mercury személyi titkára azt írta a könyvében, hogy a Hot Space felvételei alatt még a béketűrő, az együttesen belül a békéltető szerepet betöltő Mercury is gyakran kifakadt, miután May órákig állítgatta az erősítők hangerejét. Számos konfliktus forrása volt, hogy Taylor és May – szemben Mercuryval és Deaconnal – ragaszkodtak volna az együttes hagyományos hangzásához. A „Back Chat” című dal felvétele során May összeveszett Deaconnal, a dal szerzőjével, mert az nem akart hagyományos rock gitárszólót a dalba. Bár végül sikerült kompromisszumra jutniuk, Deacon mégis megjegyezte, hogy May nem olyan játékot játszik, amelyet ő szívesen látna a dalaiban. A producer, Mack is észrevette, hogy „az együttes gyűlölt egymással beszélni bármiről is, és az egész olyan volt, mintha közel kerülnének a feloszláshoz”. Keveset voltak egy időben a stúdióban, ami külön megnehezítette a munkát.

## Zenei stílus
- Under PressureAz album hagyományos szerkesztésű dalainak egyike volt.

Nem tudod lejátszani a fájlt?
A Hot Space zenei világa eltávolodott az együttes szokásos glam rock és heavy metal stílusától, a „müncheni sound”, és az akkoriban népszerű diszkó hatására a funk és a dance-rock stílus irányába mozdult el. A dalok nagy részében nem található karakteres gitárszóló, hanem úgynevezett „sikáló” ritmusgitár jellemzi, előtérbe került a basszusgitár és a dob. Jellegzetesen a ritmusszekció vezérli például a „Dancer”, „Back Chat” és „Staying Power” című dalokat. Az előző lemezeiktől eltérően itt minden dalban Mercury énekel, néhol kifejezetten magas hangokon – a „Cool Cat”-ben falzettben – ami szintén az új stílus jellegzetessége. A „Body Language” és a „Staying Power” dalok Mercury szexuális étvágyáról szólnak – utóbbi refrénje kezdetben „fucking power” volt.
Főleg a második oldalon helyet kapott pár rendhagyó, az együttes korábbi stílusát idéző dal, amelyeket nagyrészt May és Taylor írt. A „Put Out the Fire” és a „Dancer” keményebb, gitárvezéreltebb dalok, a „Las Palabras de Amor” pedig egy rockballada, amely az együttes spanyol nyelvű rajongóinak tiszteletére íródott – mindháromnak May volt a szerzője. A „Life Is Real” Mercury tisztelgése a két évvel azelőtt meggyilkolt John Lennon előtt. A lemez utolsó dala az „Under Pressure”, amelyet David Bowie-val közösen írtak, jellegzetes, később többek másik előadó által lemásolt basszusvonalat tartalmazott, és a korszak könnyed, new wave/rock stílusában íródott.

## Megjelenés
Már 1981. október 26-án megjelent az első kislemez az albumról, az „Under Pressure” – bár akkor még az együttes sem ismerhette az album végleges anyagát, így nem lehet valódi promóciós kislemeznek tekinteni. A kritika vegyesen fogadta, a Sounds magazin cinikusan írt róla: „A Queen meglepően jó munkát végzett, de Bowie és Mercury hangja meg a dalszöveg sokat ront a dalon”, a Melody Maker kevésbé volt elítélő: „Bowie előadásmódja szenvedélyes és pátosszal teli, hogy Mr. Mercuryról már ne is beszéljünk”. Mivel mind a Queen, mind Bowie rajongói megvásárolták, nagy sikert ért el Angliában, két hétig vezette a slágerlistát. Amerikában meglepően hűvös volt a fogadtatása, mindössze a huszonkilencedik helyre tudott felkapaszkodni.
Az 1982 áprilisában megjelenő „Body Language” kislemez viszont már kiválóan bemutatta, milyen zene várható az új albumon – az addig kemény rockhoz szokott rajongókat meg is lepte a drasztikus hangzásváltás, a minimalista dalszerkezet és esetlen dalszöveg. Angliában nem is szerepelt jól a slágerlistán, Amerikában azonban meglepetésre a tizenegyedik helyet érte el. A hozzá készült videóklip egy hatalmas zuhanyzóhelységben játszódott, a benne megjelenő fedetlen testrészek akkoriban túl merésznek számítottak, ami sokakat megbotránkoztatott, az MTV pedig egyenesen visszautasította a klip lejátszását. A kislemez borítója a klipből ragadott ki egy képet, egy háton fekvő meztelen férfit, és egy rajta fekvő meztelen nőt ábrázolt. Ahogyan a klipben, úgy a borítón sem volt látható közvetlen szeméremsértő jelenet, az együttes amerikai kiadója, az Elektra Records mégsem mert kockáztatni vele, ezért az ottani kiadás egyszínű kék borítót kapott.
Maga az album 1981. május 25-én jelent meg. A kifejezetten harsány borítót az együttes tagjai tervezték meg, ezen mind a négy tag arcának grafikája szerepelt elnagyolt színekkel, és minden tag képe mögött olyan háttérszín volt látható, amely az illetőt a legjobban jellemezte. Így lett Mercury színe a piros, a háttérbe húzódó Deaconé a kék, míg May színe a sárga, Tayloré pedig a zöld lett. A négy színre osztott motívum pár kislemez borítóján is megjelent. A lemez címe a rajta található zenére utalt: „A Hot Space-ben megpróbálkozunk a tiszta funkkal. Ezt a stílust a gyors belépések és kiszállások jellemzik. Innen a neve is: Hot Space”. A rajongókat meglepte az album újszerű hangzása, ami meglátszott az eladásokon is. Míg Angliában az utóbbi időben minden sorlemezük első vagy második helyezett lett, addig a Hot Space csak a negyedik helyet érte el. Még szembetűnőbb volt a kudarca Amerikában, ahol csak a 22-ik helyet érte el a listán, rádiós műsorvezetők pedig nem játszották a dalait. Ennek ellenére még abban az évben aranylemez lett mindkét országban, ami Angliában 100 ezer, Amerikában pedig 500 ezer feletti eladott példányt jelent. A Nielsen Soundscan felmérései szerint Amerikában 1991 és 2006 között mindössze 84 ezer darab kelt el belőle, ezen a téren az együttes leggyengébben teljesítő kiadványai között van.
A lemezt 1982. április 9. és június 5. között egy európai, illetve július 21. és november 3. között egy amerikai, kanadai és japán turné követte. Az előadások során nagyban építettek az új album dalaira, de azokat rockosabb formában adták elő. A június 5-én, Milton Keynes-ben adott koncertjüket filmre vették, az anyag pedig 2004-ben Queen on Fire – Live at the Bowl címen koncertalbum és koncertfilm formában jelent meg. Említésre méltó, hogy ez alkalommal játszottak utoljára Amerikában: szeptember 15-én felléptek a népszerű Saturday Night Live műsorban, és előadták a „Crazy Little Thing Called Love” és „Under Pressure” dalokat. Bár a műsornak köszönhetően több millió amerikai háztartásban voltak láthatóak, az elkövetkezendő években – nem kis részt a Hot Space kudarca következtében – annyira lecsökkent a népszerűségük az országban, hogy nem koncerteztek ott többé.

## Kritikai fogadtatás
| Kritikák             | Kritikák         |
| Forrás               | Értékelés        |
| -------------------- | ---------------- |
| Rolling Stone        | (1982)           |
| Sounds               | (1982)           |
| The Washington Post  | (vegyes) (1982)  |
| Entertainment Weekly | B (1991)         |
| Classic Rock         | (2001)           |
| Stylus               | (kedvező) (2004) |
| RS Album Guide       | (2004)           |
| Uncut                | (2011)           |
| The Daily Telegraph  | (2011)           |
| AllMusic             | [ 41 ]           |

A maga idejében a sajtó vegyesen fogadta a lemezt, de igazán lehúzó kritikái nem voltak, annál több kritikus üdvözölte az együttes új hangzását. Jeffrey Morgan így méltatta a Creem magazinban:
A Hot Space az a lemez, melyen a Queen a legmagasabb szintű technikát használta: egy króm-üveg oltár, amely a modern, üresfejű életvitelt dicsőíti. Az első oldal a diszkót és a szexualitást imádja, melynek számait kortól, nemtől és fajtól függetlenül bárki végigénekelheti, míg a második oldal a „tartsd magad életben”-viták szellemi gyakorlata, melyet a kellemes „Under Pressure” zár le, amely a túlélésre törekvők himnusza a ’70-es évekből, egy olyan időszakból, amely egy évtizedet késett. Ez, kérem (csak semmi vihorászás) egy konceptalbum, melynek lényege azonnal egyértelművé válik, amint a hallgató felismeri, hogyan ismétlődnek a korábbi dallamok az első oldal utolsó számában, miközben a szövege műár előrevetíti azokat a gondolatokat, amelyek a második oldalon szerepelnek.
A Rolling Stone magazin kritikusa (híven az újság addigi írásaihoz az együttesről) kissé cinikusan írt az albumról, de három csillagra értékelte a lehetséges ötből, és főleg az új hangzású dalokat dicsérte – a kissé közönséges szexuális célzásokat viszont elítélte. A Sounds magazin írója négycsillagosra értékelte, elismerte az együttes mérhetetlen kísérletező kedvét, és az addigi legkiválóbb albumuknak nevezte. A Record Mirror kritikusa is üdvözölte a stílusváltást: „új stílus, új értékrend. Kedvelni fogjátok a Hot Space albumot”, és még az együttessel szemben általában ellenséges NME is erőteljes anyagnak nevezte. A The Washington Post írása szerint az albumnak van egy normális oldala, hagyományos rockdalokkal, és egy furcsa oldala, újramelegített diszkó hangzással. A Billboard magazin egy cikkében meglepő és váratlan kereskedelmi vereségnek tartotta, hiszen ez volt Amerikában az együttes legrosszabbul teljesítő lemeze 1974 óta.
Később az együttes tagjainak gyakran kellett védekezniük a lemez kudarca miatt. Alapvetően kiálltak mellette, de mégis többször utaltak rá, hogy az album egy tévedés volt. „Azt hiszem a Hot Space egy tévedés volt” – mondta May. „Erősen belevágtunk a funk stílusba, egészen olyan volt, mint egy évvel később Michael Jackson Thriller albuma, csak rosszul időzítve.” Mercury ezt mondta erről: „Az egész dance/funk hangzás az én ötletem volt, és nyilvánvalóan nem vált be annyira. Azt hiszem, jócskán megelőzte a korát. De azt tettük, amit akkor megfelelőnek éreztünk.” Mack, a producer később védte a lemezt, elmondása szerint ez volt a kedvenc lemeze, amelyet a Queennel készített: „Nagyon alábecsülték, pedig rendkívül fejlett, [bár] tisztán analóg technikával készült. Michael Jackson állítólag kijelentette, hogy az album nagy hatást gyakorolt a Thriller című lemezére, amely 1982 decemberében jelent meg – nem elképzelhetetlen, hogy korábbi érdeklődése a Queen iránt valóban visszaköszön rajta”. A visszatekintő kritikák is általában az együttes egyik leggyengébb munkájának tartják. Stephen Thomas Erlewine, az AllMusic kritikusa két s fél csillagosra értékelte, „pofátlan dance és pop albumnak” nevezte, és az egyetlen emlékezetes pillanatának az „Under Pressure” dalt tartotta. Az általános vélekedésekkel szembemenően a Stylus magazin megvédte az albumot, és pont ellenkezőleg, az „Under Pressure” nélkül is hallgatásra érdemesnek tartotta. Visszatekintő írásában a Rolling Stone magazin említésre méltatlannak tartotta az albumot, mint az együttes zenéjében beköszönő nosztalgia és önismétlés jó bizonyítékát. 2011-ben Alexis Petridis a The Guardiantól két csillagot adott rá: „A lemezt hallgatva láthatjuk, miért gondolták Mercury-ék, hogy egy nagy diszkó albumot tudnak csinálni. Mint ahogy a Queen, a diszkó is melodramatikus, szégyentelenül camp, extravagáns és mindenevő a hatásokat tekintve. Vagy legalábbis ilyen volt. Az 1982-es Hot Space idejére a diszkó furcsa, csontvázszerű, felturbózott elektronikus mutáció lett… Szép lenne leírni, hogy a Hot Space egy ismeretlen klasszikus, és a csekély megbecsülése csak sznobizmus, de ez nem igaz…”

## Az album dalai
| 1. | Staying Power   | Freddie Mercury | 4:10 |
| 2. | Dancer          | Brian May       | 3:46 |
| 3. | Back Chat       | John Deacon     | 4:31 |
| 4. | Body Language   | Mercury         | 4:29 |
| 5. | Action This Day | Roger Taylor    | 3:32 |

| 6.  | Put Out the Fire                         | May                | 3:18 |
| 7.  | Life Is Real (Song For Lennon)           | Mercury            | 3:28 |
| 8.  | Calling All Girls                        | Taylor             | 3:50 |
| 9.  | Las Palabras de Amor (The Words of Love) | May                | 4:26 |
| 10. | Cool Cat                                 | Deacon, Mercury    | 3:26 |
| 11. | Under Pressure                           | Queen, David Bowie | 4:02 |

| 1. | Body Language (remix: Susan Rogers) | Mercury | 4:45 |

| 1. | Staying Power (Live in Milton Keynes, 1982. június) | 3:57 |
| 2. | Soul Brother (B-oldal)                              | 3:36 |
| 3. | Back Chat (Single Remix)                            | 4:12 |
| 4. | Action This Day (Live in Tokyo, 1982. november)     | 6:25 |
| 5. | Calling All Girls (Live in Tokyo, 1982. november)   | 4:45 |

| 6. | Las Palabras De Amor (Top Of The Pops, 1982)       |  |
| 7. | Under Pressure (Rah Mix, 1999)                     |  |
| 8. | Action This Day (Live at Milton Keynes Bowl, 1982) |  |

## Közreműködők
Jacky Gunn és Georg Purvis alapján.
| Queen - Brian May – elektromos gitár, billentyűsök, szintetizátor, háttérvokál - Freddie Mercury – ének és háttérvokál, zongora, szintetizátor - John Deacon – basszusgitár, billentyűsök - Roger Taylor – dob, háttérvokál, ének, akusztikus gitár | Közreműködő zenészek - David Bowie – ének: „Under Pressure” - Arif Mardin – fúvósok: „Staying Power” | Produkció - Queen – producer - Reinhold Mack – producer, hangmérnök - David Bowie – producer: „Under Pressure” - Arif Mardin – producer: „Staying Power” - David Richards – hangmérnök - Freddie Mercury– borítóterv |  |

## Helyezések és eladások
| Ország                | Helyezés |
| --------------------- | -------- |
| Brit albumlista       | 4        |
| Amerika Billboard 200 | 22       |
| Ausztriai albumlista  | 1        |
| Franca albumlista     | 7        |
| Holland albumlista    | 1        |
| Japán albumlista      | 6        |
| Német albumlista      | 5        |
| Norvég albumlista     | 3        |
| Svéd albumlista       | 4        |
| Új-Zélandi albumlista | 5        |

| Ország                  | Eladási minősítés | Megjegyzés          | Eladás   |
| ----------------------- | ----------------- | ------------------- | -------- |
| Anglia (BPI)            | arany             | 1982-ben            | 100 000+ |
| Amerika (RIAA)          | arany             | 1982-ben            | 500 000+ |
| Amerika (SoundScan)     |                   | 1991 és 2006 között | 84 000+  |
| Ausztria (IFPI Austria) | arany             |                     | 10 000+  |

Kislemezek
| Év   | Kislemez                             | GBR | AUT | BEL | FRA | GER | IRE | NLD | NOR | SWI | SWE | USA |
| ---- | ------------------------------------ | --- | --- | --- | --- | --- | --- | --- | --- | --- | --- | --- |
| 1982 | Under Pressure / Soul Brother        | 1   | 10  | 5   | 9   | 21  | 2   | 1   | 5   | 10  | 10  | 29  |
| 1982 | Body Language / Life Is Real         | 25  | 11  | 17  | 59  | 27  | 13  | 4   | 6   | —   | 10  | 11  |
| 1982 | Las Palabras de Amor / Cool Cat      | 17  | —   | 26  | —   | 68  | 10  | 18  | —   | 13  | —   | —   |
| 1982 | Calling All Girls / Put Out the Fire | —   | —   | —   | —   | —   | —   | —   | —   | —   | —   | 60  |
| 1982 | Back Chat / Staying Power            | 40  | —   | —   | —   | 69  | 19  | —   | —   | —   | —   | —   |

## Kiadás
| Ország  | Megjelenés dátuma | Kiadó      | Formátum         | Katalógusszám                        |
| ------- | ----------------- | ---------- | ---------------- | ------------------------------------ |
| Amerika | 1982. május 25.   | Elektra    | LP, magnókazetta | E1-60128 (LP) E4-60128 (kazetta)     |
| Anglia  | 1982. május 21.   | EMI        | LP, magnókazetta | EMA 797 (LP) TC EMA 797 (kazetta)    |
| Amerika | 1991. március 11. | Hollywood  | CD, magnókazetta | HR-61038-2 (CD) HR-61038-4 (kazetta) |
| Anglia  | 1986. december    | EMI        | CD               | CDP 7 46215 2                        |
| Anglia  | 1994              | Parlophone | CD               | CDPCSD 135                           |
| Anglia  | 2011              | Island     | CD               | 277 175 8                            |